# Flourmill Volcanoes
Flourmill Volcanoes är en vulkankrater i Kanada.   Den ligger i provinsen British Columbia, i den centrala delen av landet, 3 300 km väster om huvudstaden Ottawa. Toppen på Flourmill Volcanoes är 1 747 meter över havet, eller 24 meter över den omgivande terrängen. Bredden vid basen är 0,30 km.
Terrängen runt Flourmill Volcanoes är huvudsakligen kuperad, men åt nordost är den bergig. Trakten runt Flourmill Volcanoes är nära nog obefolkad, med mindre än två invånare per kvadratkilometer.. Det finns inga samhällen i närheten. 
I omgivningarna runt Flourmill Volcanoes växer i huvudsak barrskog.